# Krusciov mentì
Krusciov mentì (ufficialmente Krusciov mentì: la prova che tutte le "rivelazioni" sui "crimini" di Stalin (e di Beria) nel famigerato "Rapporto segreto" di Nikita Krusciov al XX Congresso del Partito Comunista dell'Unione Sovietica del 25 febbraio 1956, sono dimostrabilmente false) è un libro del professore universitario Grover Furr pubblicato dalla casa editrice Erythros Press & Media nel 2011. Il libro è un saggio storico frutto delle indagini e degli studi condotte da Furr e altri studiosi negli ex archivi di Stato sovietici finalmente aperti al pubblico dopo il crollo dell'Unione Sovietica.

## Autore
L'autore è Grover Furr (Washington, 3 aprile 1944), laureatosi all'Università McGill a Montréal ottenendo i titoli di Bachelor of Arts e Master of Arts. Successivamente conseguì il dottorato di ricerca in lingua comparata presso l'Università di Princeton nel 1978. Dal 1970 è docente presso la Montclair State University, in New Jersey.
Furr è stato annoverato dallo scrittore conservatore David Horowitz come uno dei "101 dei più pericolosi accademici d'America". ed è considerato un revisionista che sostiene teorie minoritarie riguardo agli studi sull’Unione sovietica .

## Il libro
(G. Furr, Krusciov mentì, Introduzione)

### Organizzazione del libro
Il libro, nella versione italiana, conta un totale di 428 pagine ed è organizzato in due sezioni.
La prima sezione, capitoli da 1 a 9, viene presa in esame ciascuna delle conclusioni o asserzioni che Chrusčëv aveva fatto nel "Rapporto segreto", che costituiscono essenzialmente le 61 rivelazioni da parte di Chruščëv sull'operato di Stalin. Ognuna delle "rivelazioni" è preceduta dalla specifica citazione dal "Rapporto segreto" e viene poi esaminata alla luce di prove documentali. Come specifica Furr nell'introduzione, la maggior parte delle prove sono riportate sotto forma di citazione da fonti primarie e soltanto in pochi casi da fonti secondarie.
La seconda sezione del libro, capitoli da 10 a 12, è dedicata a questioni di natura metodologica e alla discussione su alcune conclusioni che discendono dalla ricerca.
Data la notevole mole di fonti, oltre alla tradizionale collocazione a piè di pagina, si aggiunse un'appendice alla fine del libro, ma riportare le fonti che ancora rimanevano al di fuori dell'appendice avrebbe aumentato, a detta dell'autore, il volume del libro di un ulteriore 15-20%. Furr si premunì così di raggruppare e collocare le restanti fonti su di un portale online dedicato.

## Il "Rapporto segreto" di Chruščëv
Il "Rapporto segreto" è il celeberrimo discorso che l'allora segretario generale del PCUS, Nikita Chruščëv, tenne segretamente in una stanza durante il XX Congresso del PCUS nel 1956, con Stalin deceduto da oltre tre anni. Il rapporto verrà diffuso da Chruščëv negli Stati Uniti e, di conseguenza, in tutto l'Occidente, ma venne vietata la diffusione in Unione Sovietica. Delle ipotesi per spiegare l'occultamento in patria del "Rapporto segreto" da parte dello stesso Chruščëv le principali sono la paura delle reazioni del PCUS e del popolo di fronte alle menzogne, dato che si basavano su fatti che gran parte dei membri del partito aveva vissuto in prima persona e nel 1956 avrebbe facilmente potuto smentire. Un'altra ipotesi sarebbe il fatto che segretare i rapporti era pratica d'uso comune in URSS,.
Il "Rapporto segreto" di Chruščëv fu il primo documento che accusò Stalin di gravissimi crimini, abusi di potere, malgoverno, megalomania, oltre che rivolgere pesanti attacchi personali sul carattere e la psiche. Il "Rapporto segreto" fu di fatto l'inizio del filone mediatico occidentale che introdusse i concetti di "stalinismo", "dittatura staliniana", "terrore rosso", "olocausto rosso" e "impero del male", dei quali maggiori esponenti sono Robert Conquest e Stéphane Courtois.

## Versione italiana
La versione in lingua italiana del libro è a cura della casa editrice Città del Sole edizioni, con sede a Napoli, che lo pubblicò per la prima volta nel 2013 con il titolo Krusciov mentì, con la prefazione del filosofo marxista Domenico Losurdo (a sua volta autore del controverso libro Stalin. Storia e critica di una leggenda nera).

## Edizioni
- (EN) Grover Furr, Khrushchev Lied. The Evidence that Every Revelation of Stalin's (and Beria's) Crimes in Nikita Khrushchev's Infamous Secret Speech to the 20th Party Congress of the Communist Party of the Soviet Union on February 25, 1956, Is Provably False, Kettering, Ohio, Erythros Press and Media, 2011, ISBN 978-0-615-44105-4.